# Tamarín pinčí

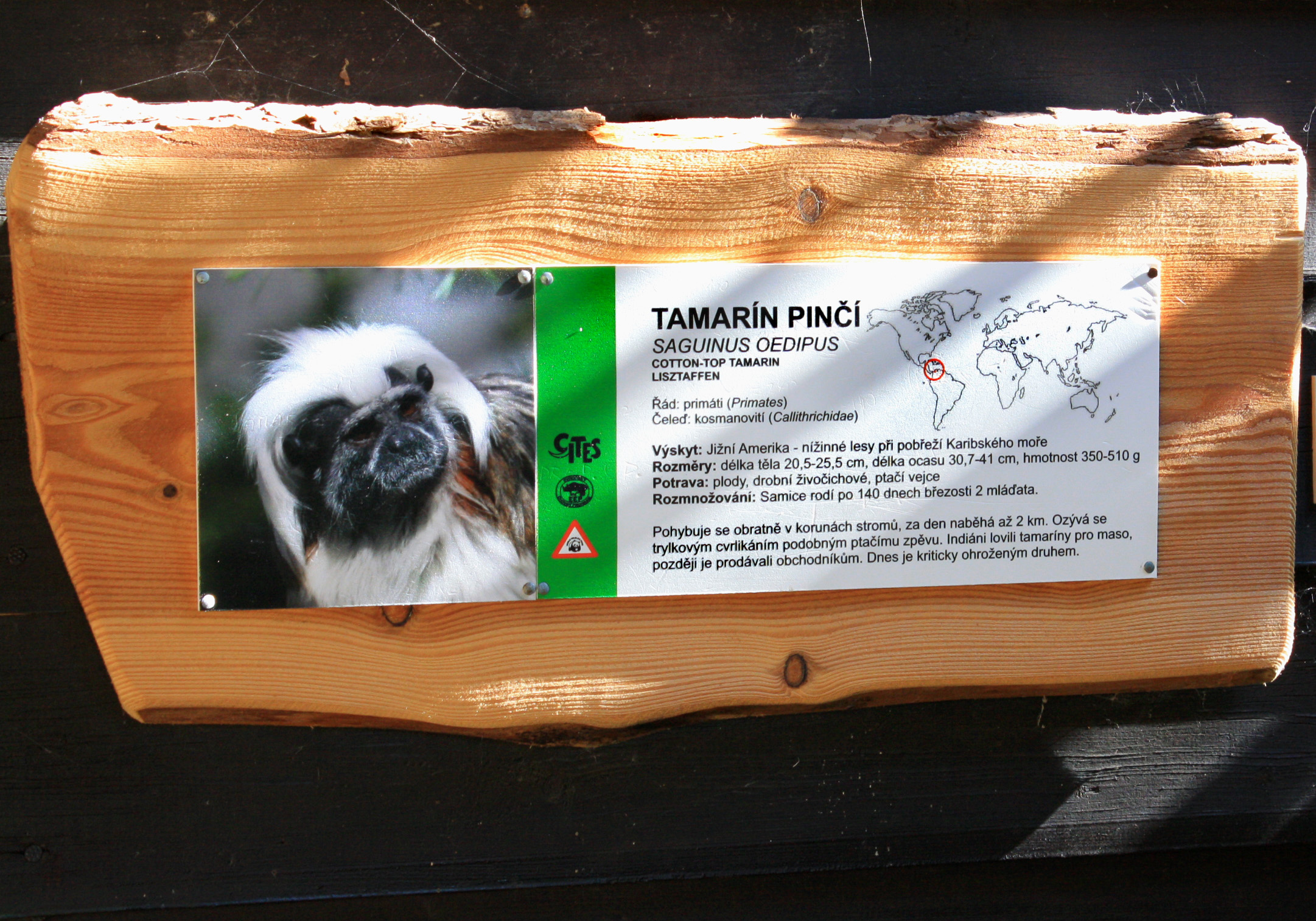
ZOO Jihlava

Tamarín pinčí (Saguinus oedipus) je malý zástupce čeledi kosmanovitých (Callitrichidae) obývající velice omezené území tropických deštných lesů v Kolumbii.

## Popis
Je 20–25 cm dlouhý a obvykle neváží více než 450 g. Tato půvabná opička je charakteristická svou dlouhou, splývavou bílou srstí na temeni hlavy, díky které získala i německý název „opice Lisztova“ (něm. Lisztaffe), pro svou údajnou podobnost se skladatelem Ferencem Lisztem. Hřbet má zbarven hnědě v různých odstínech a končetiny, břicho a mnohdy i hrdlo jsou žlutavě bílé. Hýždě a vnitřní strana zadních končetin jsou rudě oranžové. Obličejová maska je černá s dvěma bílými pruhy - kolem čenichu a tlamy a po obvodu celého obličeje.

## Chování
Je to denní primát, který tráví většinu času na stromech. Potravu vyhledává téměř po celý den a živí se především ovocem, hmyzem, mladými listy a pupeny, malými plazy a nektarem, přičemž často prohledává pukliny ve větvích nebo dutiny stromů. Pokud se cítí ohrožena, vztyčí prodlouženou srst na temeni hlavy a postaví se na zadní končetiny pro vzdání větší velikosti.
Žije ve skupinkách tvořených 3 až 9 jedinci. Skupiny nemusejí být tvořeny jednou rodinou, ale občas se zde objevují zástupci několika rozdílných rodin, vedeny nejsilnějším párem. Není teritoriální a různé domácí lokality se vzájemně překrývají. Stejně jako většina tamarínů rodí většinou i tamarín pinčí dvě mláďata po 183 denní březosti. O mláďata pečují oba rodiče. Samec malá mláďata nosí na zádech a matce je přenechává ke kojení. Jsou odstavena ve věku mezi čtyřmi až pěti měsíci a pohlavní dospělosti dosahují kolem patnáctého měsíce života.

## Ohrožení
Až do 80. let 20. století obýval tamarín pinčí poměrně velké území od jižní Kostariky až po severní Kolumbii. Již v roce 1992 byl jeho rozsah omezen jen na severní Kolumbii, za což mohly především exporty těchto opic do výzkumných stanic, což trvá až do současnosti a v zajetí žije již více tamarínů pinčích než v přírodě. V současné době patří mezi přísně chráněné druhy, ale stále je ohrožován masivní ztrátou svého přirozeného biomu, která jej jistě dovede pomalu k zániku v přírodě. V Červeném seznamu IUCN jej nalezneme v kategorii ohrožených druhů.(EN)

## Galerie

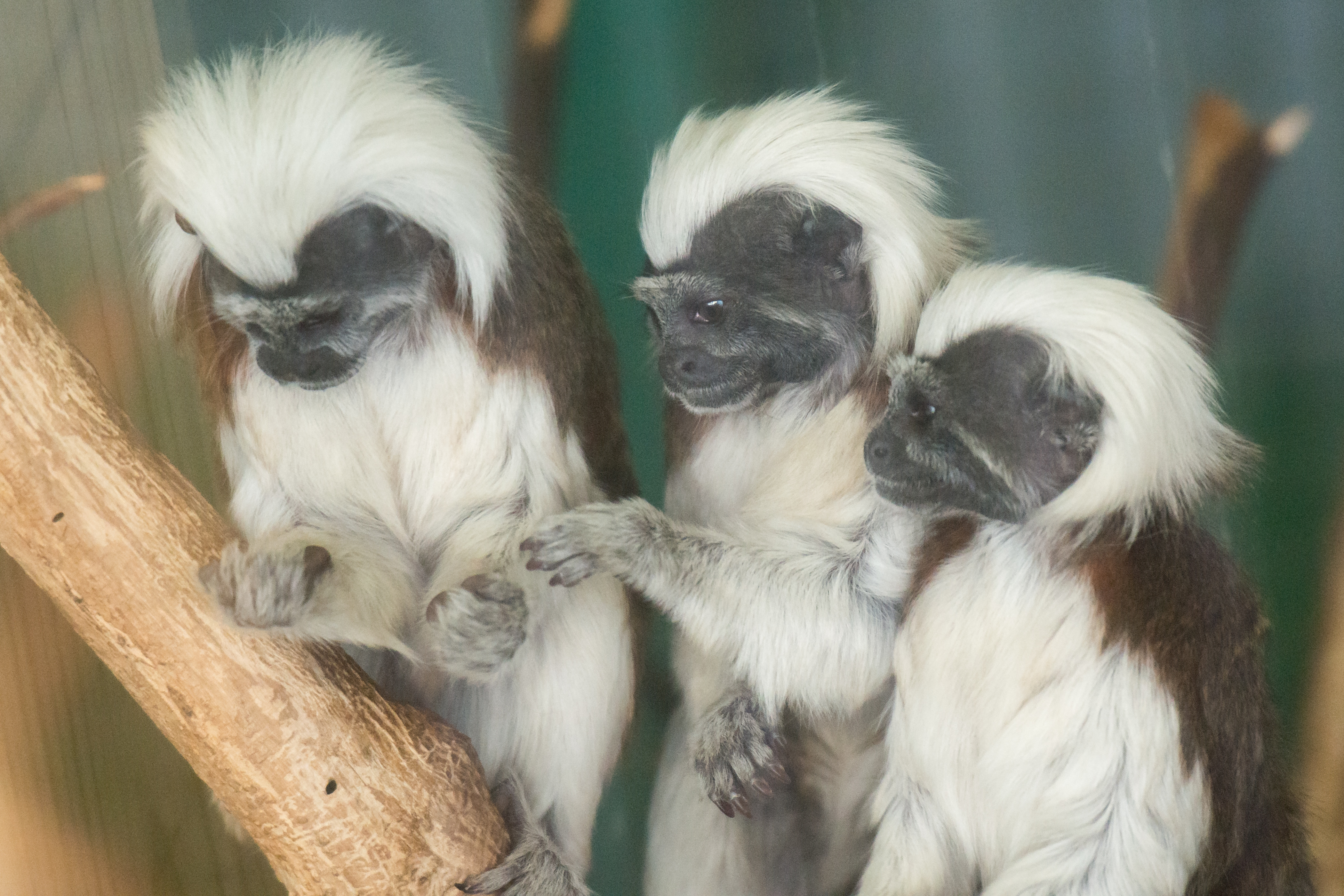
Skupinka jedinců (Tamarín pinčí)
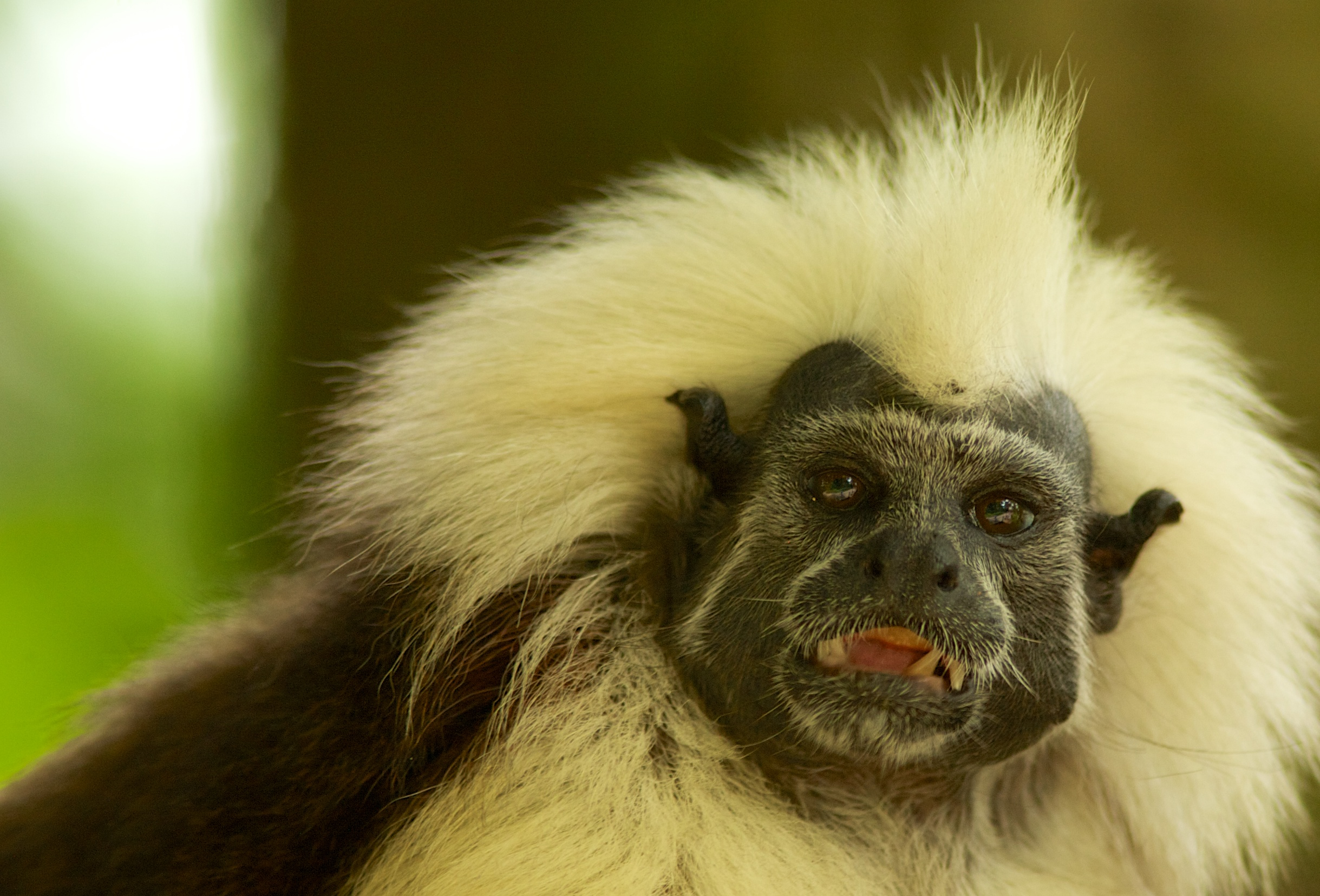
Morfologie hlavy
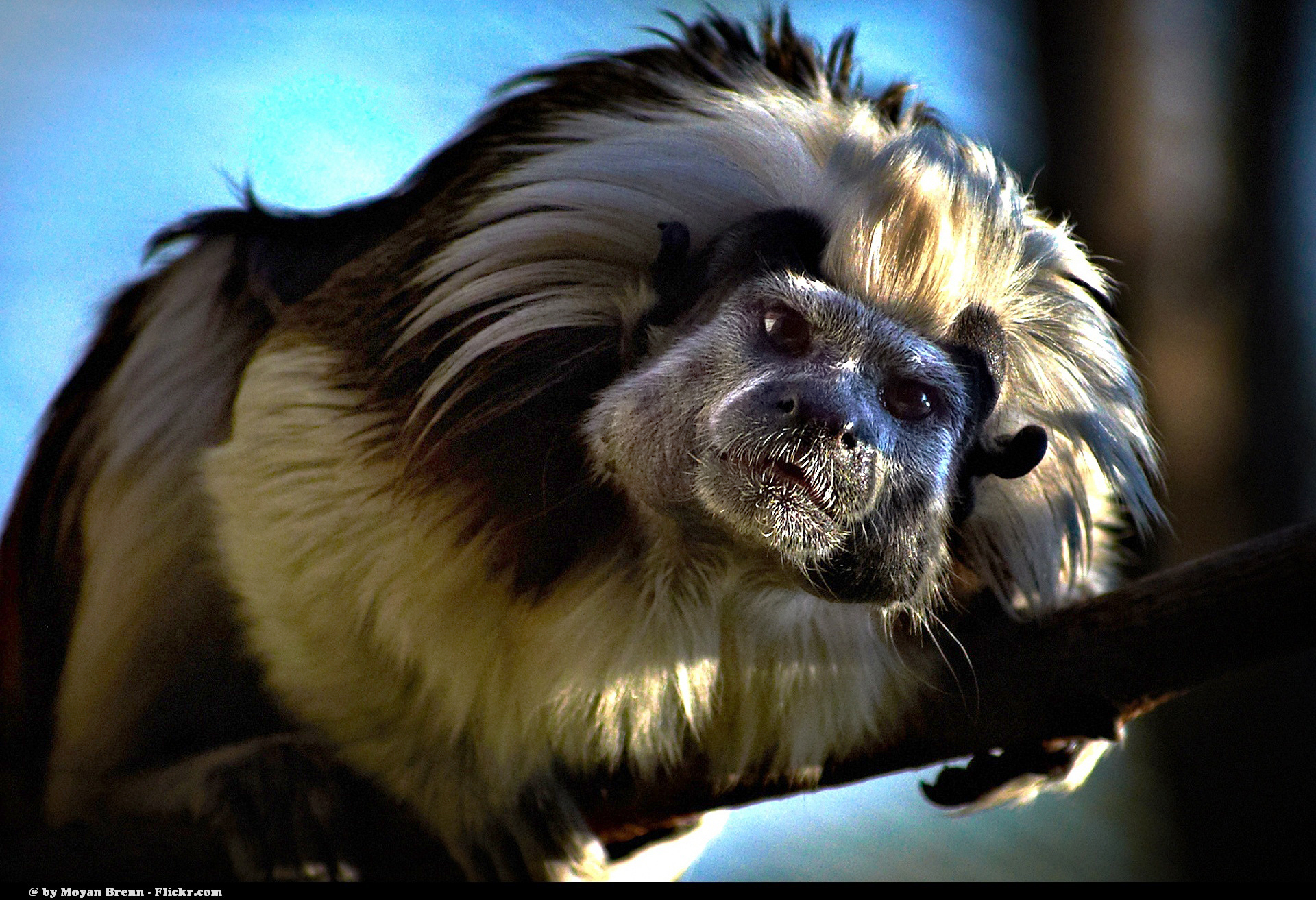
Morfologie hlavy
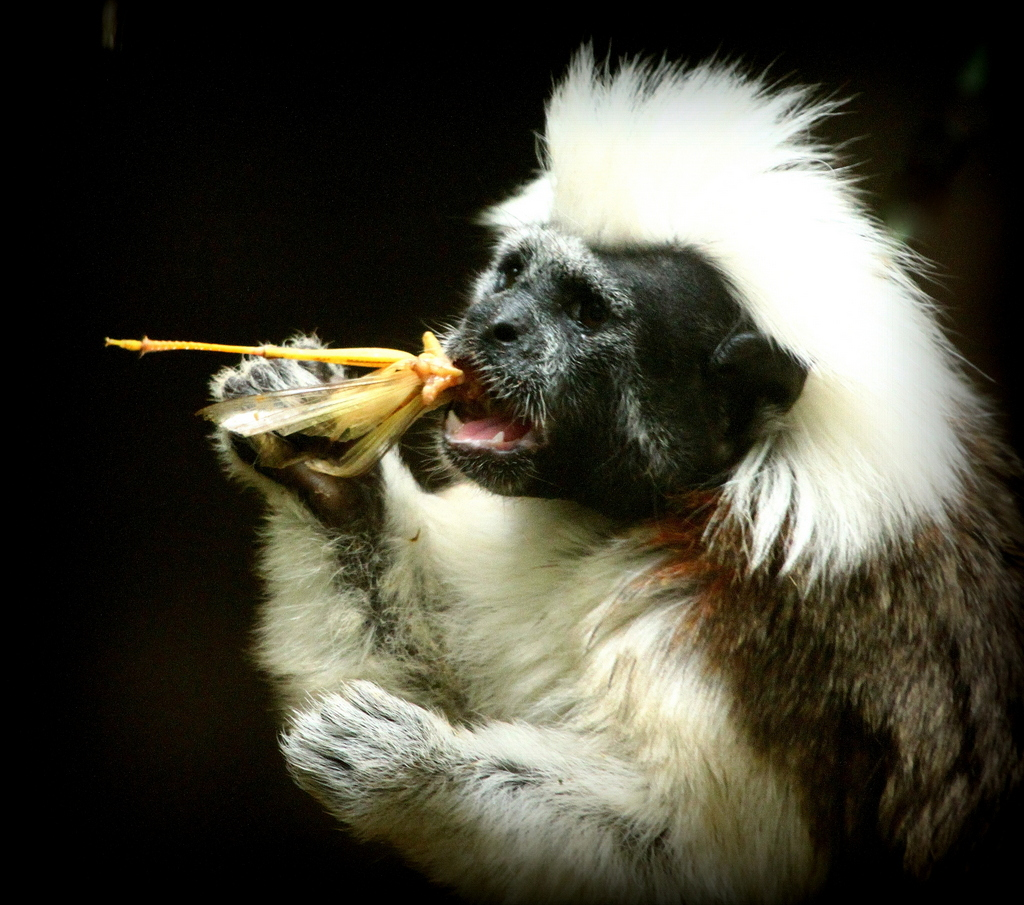
Jedinec, požírající hmyz
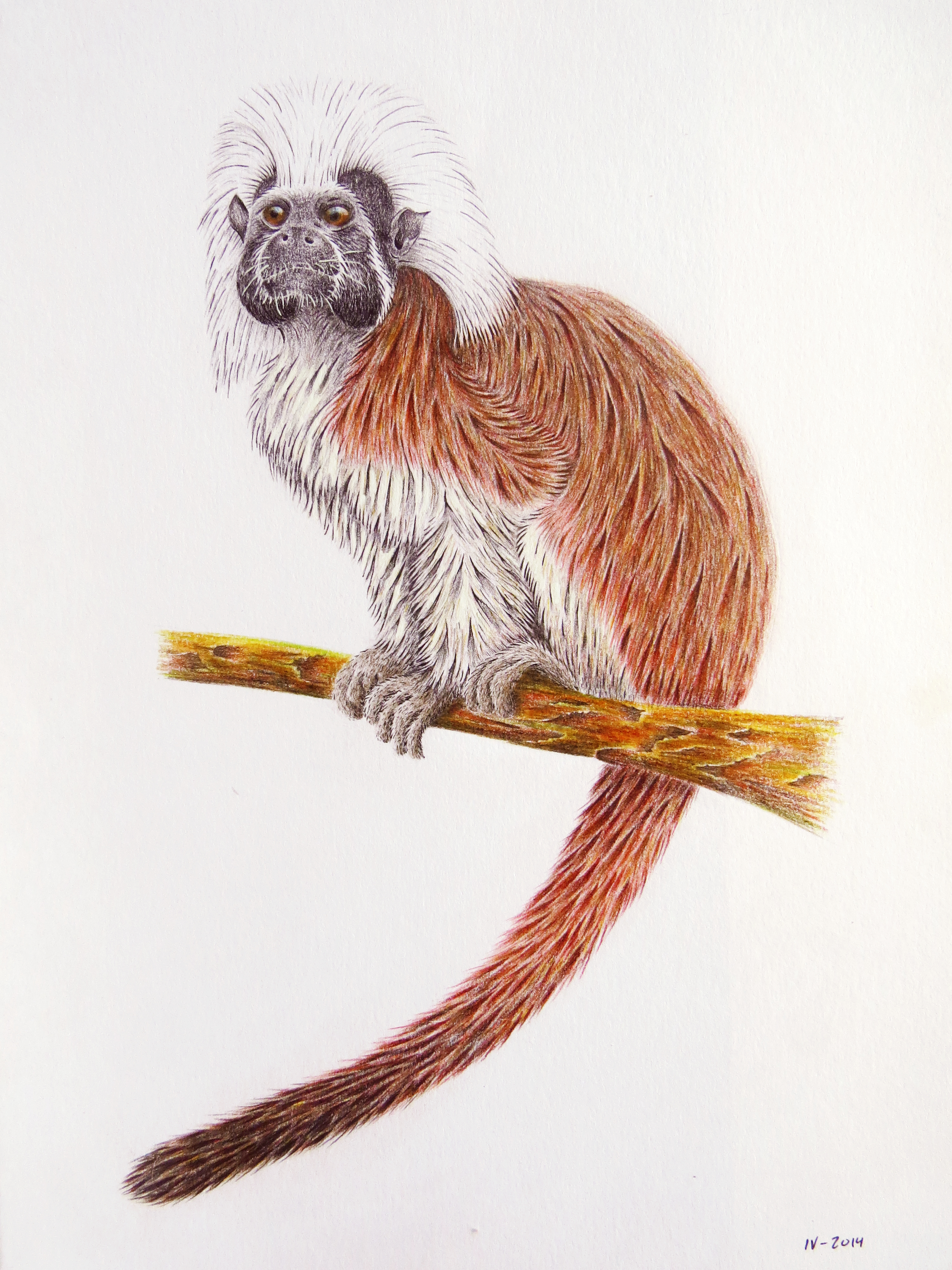
Umělecké vyobrazení

## Tamarín pinčí v českých zoo
Tamarín pinčí je pro svůj půvabný vzhled a poměrně nesložité nároky častým chovancem zoologických zahrad a zooparků po celém světě. V Česku jej chovají následující zoologické zahrady:
- Zoo Liberec
- Zoo Plzeň
- Zoo Ústí nad Labem
- Zoo Na Hrádečku
- Zoo Hodonín
- Zoo Jihlava
- Zoo Olomouc
- Zoo Dvorec
- Zoo Ostrava
- Zoo Chleby
- Zoo Brno

Na Slovensku je chován v Zoo Bojnice, Zoo Bratislava a Zoo Košice.